# Dendrobates azureus

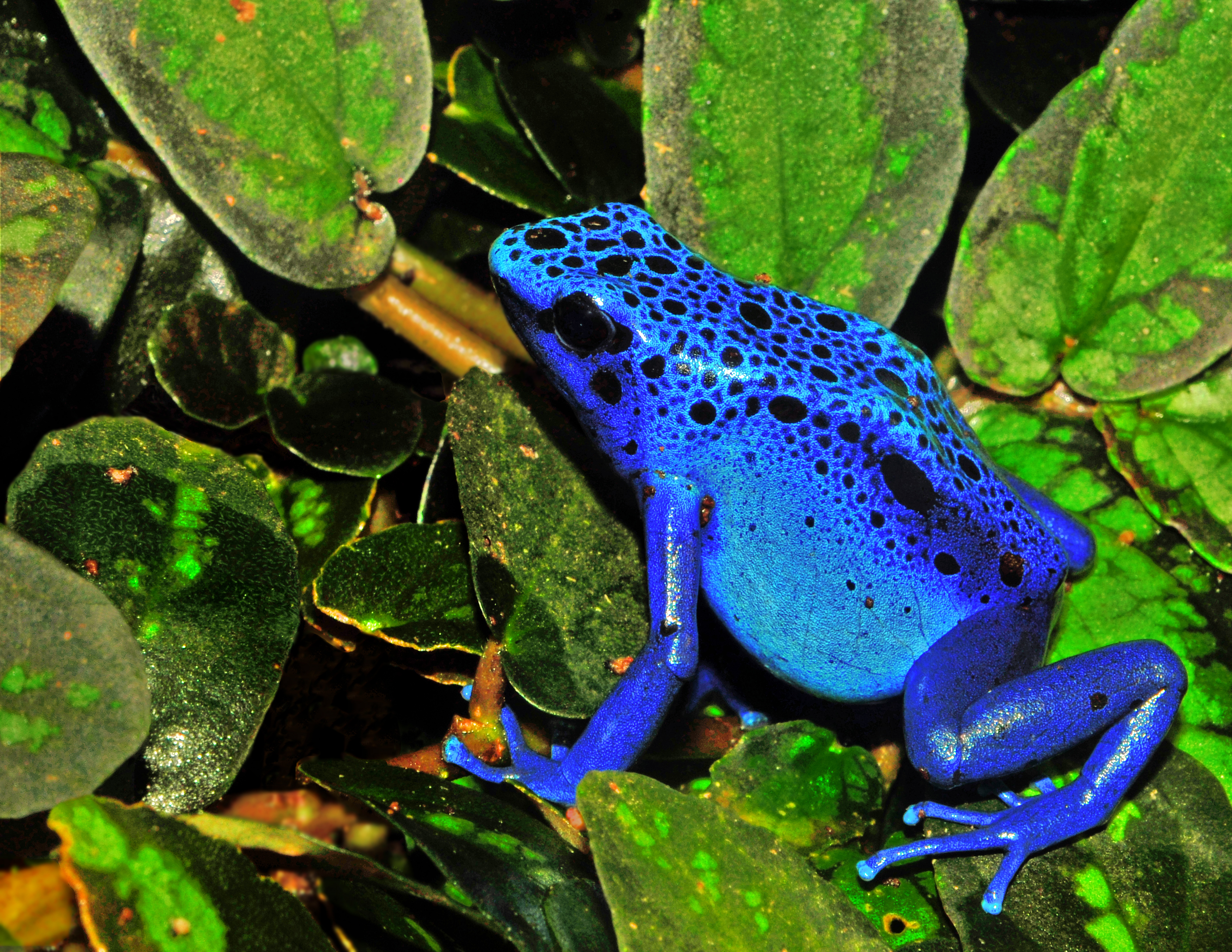

Dendrobates azureus är en sorts pilgiftsgroda som hittas i Sydamerika, speciellt i Sipaliwini-distriktet i Surinam. Den har fått sitt namn av det faktum att den är färgad azurblå, himmelsblå (azure på engelska).
Enligt nyare undersökningar är populationen en färgvariant av färgaregrodan.